# 竹林交流道
竹林交流道為臺灣國道三號的交流道，位於臺灣新竹縣芎林鄉，指標為90k，與關西交流道、寶山交流道同為新竹縣東部及竹東的主要聯外道路。
|        | 90 竹林 |  | 竹東 芎林 |
| 高鐵站 | 90 竹林 |  |           |

## 鄰近公路系統
- 縣道120號
- 縣道123號
- 台68線

## 外部連結
- 國道三號竹林交流道示意圖 （页面存档备份，存于）（交通部高速公路局）